# تشارلز بوكر
تشارلز بوكر هو سياسي أسترالي، ولد في 3 يونيو 1865 في ماريبورو في أستراليا، وتوفي في 4 يونيو 1925 في Warra, Queensland ‏ في أستراليا. انتخب عضو المجلس التشريعي لولاية كوينزلاند ‏ عن دائرة Electoral district of Wide Bay ‏ (27 أبريل 1912 – 16 مارس 1918) وانتخب عضو المجلس التشريعي لولاية كوينزلاند ‏ عن دائرة Electoral district of Maryborough (Queensland) ‏ (2 أكتوبر 1909 – 27 أبريل 1912).